# 英达街道
英达街道，是中华人民共和国辽宁省沈阳市浑南区下辖的一个乡镇级行政单位。
2018年6月撤消，原英达街道办事处行政管辖区域并入满堂街道办事处。

## 行政区划
英达街道下辖以下地区：
东风社区、长岭子社区棋盘山）、铁结社区、英达社区、公家社区和东沟社区。